# مقاطعة شانون (داكوتا الجنوبية)
شانون (بالإنجليزية: Shannon)‏ هي إحدى مقاطعات ولاية داكوتا الجنوبية في الولايات المتحدة الأمريكية.